# Diller (Nebraska)
Diller je selo u američkoj saveznoj državi Nebraska. Prema popisu stanovništva iz 2010. u njemu je živjelo 260 stanovnika.